# Avenida Paraná
La avenida Paraná es una de las arterias importantes de los municipios de San Isidro y Vicente López, en el Gran Buenos Aires, ya que hace de límite intermunicipal entre estos dos.

## Toponimia
El nombre de la actual avenida se eligió como homenaje a la ciudad capital de la provincia de Entre Ríos, y al río que baña sus costas, y que también hace de límite entre Argentina y Paraguay.

## Extensión
La avenida nace en la costa de Río de la Plata, entre los barrios de La Lucila y Martínez, hasta la Avenida Primera Junta/ Amancio Alcorta, en el barrio de Villa Adelina, continuando como calle con el nombre de Moreno, en la localidad de Villa Ballester, partido de General San Martín.
Su numeración comienza en el 0 y finaliza en el 7100 del lado de Vicente López, y en el 7200 del lado sanisidrense.
Es de doble sentido de circulación en el tramo Río de la Plata - Estación Villa Adelina, y de sentido oeste-este entre la Avenida Primera Junta/Amancio Alcorta y la estación anteriormente mencionada. En el año 2005 se inaugura un bajo nivel a la altura del Ferrocarril Mitre

## Recorrido
0-6100: Tramo de doble mano
6100-7200: Tramo de mano única
- Datos: Q10858052